# Apio Claudio Craso (tribuno consular 403 a. C.)
Apio Claudio Craso  fue un político y militar romano del siglo V a. C. perteneciente a la gens Claudia. Se opuso a los tribunos de la plebe siguiendo la tradición de sus familia y defendió la creación de los cuarteles de invierno.

## Familia
Claudio fue miembro de los Claudios Crasos, una antigua familia patricia de la gens Claudia.

## Carrera pública
En el año 416 a. C. propuso aprovechar en favor del Senado el veto tribunicio para frenar la propuesta de ley agraria planteada por los tribunos de la plebe Espurio Mecilio y Marco Metilio.
Obtuvo el tribunado consular en el año 403 a. C., cuando, según Tito Livio, se alcanzó la inusitada cifra de ocho tribunos consulares. Aquel año trajo como novedad entre los romanos el establecimiento de los cuarteles de invierno, medida que permitía continuar ininterrumpidamente la guerra contra Veyes y a la que se opusieron con vehemencia los tribunos de la plebe. Tito Livio pone en boca de Claudio un discurso en defensa de la medida y con la que, además, el tribuno consular trataba de sediciosos a los líderes plebeyos frente al patriotismo de los patres. Sin embargo, fue un episodio bélico contrario a los romanos el que posibilitó la aprobación de la medida.